# Conyngham
Conyngham es un borough ubicado en el condado de Luzerne en el estado estadounidense de Pensilvania. En el año 2000 tenía una población de 1,958 habitantes y una densidad poblacional de 708 personas por km².

## Geografía
Conyngham se encuentra ubicado en las coordenadas 40°59′24″N 76°3′42″O / 40.99000, -76.06167.

## Demografía
Según la Oficina del Censo en 2000 los ingresos medios por hogar en la localidad eran de $48,529 y los ingresos medios por familia eran $59,083. Los hombres tenían unos ingresos medios de $49,732 frente a los $22,226 para las mujeres. La renta per cápita para la localidad era de $26,352. Alrededor del 3.8% de la población estaba por debajo del umbral de pobreza.